# سكوت سبنسر
سكوت سبنسر (بالإنجليزية: Scott Spencer)‏ (1 يناير 1989 بمانشستر في المملكة المتحدة - ) هو لاعب كرة قدم بريطاني في مركز الهجوم. شارك مع منتخب إنجلترا تحت 19 سنة لكرة القدم ومنتخب إنجلترا لكرة القدم C ‏. أما مع النوادي، فقد لعب مع أولدهام أثلتيك وستوكبورت كونتي وماكليسفيلد تاون ونادي إيفرتون ونادي روتشديل ونادي ساوثيند يونايتد ونادي هايد إف سي ويوفل تاون ولينكولن سيتي أف سي وإف سي هاليفاكس تاون.

## وصلات خارجية
- سكوت سبنسر على موقع قاعدة بيانات كرة القدم.إي يو (الإنجليزية)
- سكوت سبنسر على موقع Soccerbase.com (لاعب) (الإنجليزية)